# Libri Picturati
Die Libri Picturati sind eine Bestandsgruppe der Handschriftenabteilung der Staatsbibliothek zu Berlin. Dabei handelt es sich um den Bestand von abendländischen Bilderhandschriften ohne längeren Text.
Dazu gehören u. a.:
- A 16–31: Botanische Illustrationen des Charles de Saint-Omer, dit de Morbecque; Anmerkungen von Carolus Clusius
- A 32–35: Theatrum rerum naturalium Brasiliae
- A 36–37: Libri Principis, Bände mit Aquarellen und Skizzen wohl von Georg Marggraf
- A 38: Miscellanea Cleyeri, nach Andreas Cleyer
- A 74: Skizzenbuch des Jacques Daliwe

Während des Zweiten Weltkriegs wurden diese Libri Picturati teilweise ausgelagert und verschwanden. Erst viele Jahre nach Kriegsende wurde bekannt, dass sich diese Bände in der Jagiellonischen Bibliothek in Krakau befinden (A 2–4, 14–39, 44 (vielleicht Kriegsverlust), 53, 55, 59, 60, 67, 68, 76, 85, 87, 88, 99, 102). Kriegsverluste sind die Bände A 1, 141 und 144.